# Коврови
Ковро́ви (рос. Ковровы) — присілок у складі Котельницького району Кіровської області, Росія. Входить до складу Біртяєвського сільського поселення.
Населення становить 2 особи (2010, 3 у 2002).
Національний склад станом на 2002 рік — росіяни 100 %.